# 王克敏
王 克敏（おう こくびん、1873年〈同治12年〉5月4日 - 1945年〈民国34年〉12月25日は、清末民初の政治家・銀行家・外交官・官僚。北京政府、国民政府の政治家で、後に中華民国臨時政府の首脳となる。南京国民政府（汪兆銘政権）合流後は華北政務委員会で委員長などをつとめた。字は叔魯。

## 事績

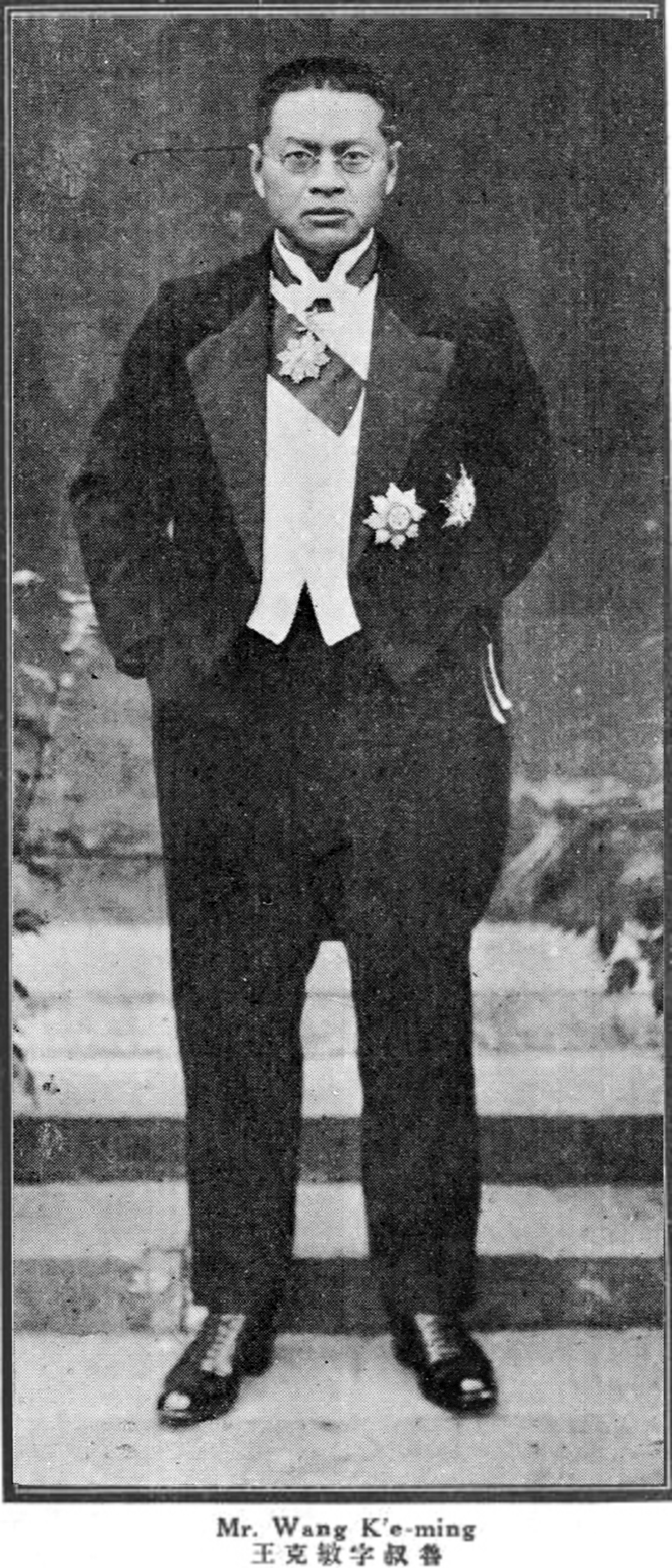
北京政府時代の王克敏

### 清朝、北京政府での活動
郷試に合格した後の1901年（光緒27年）、清朝により日本に派遣される。そこで浙江留日官費生経理員、留日浙江学生監督、駐日公使館参賛を歴任した。1906年（光緒32年）、留日学生副監督に就任した。翌年に帰国し、度支部、外務部で勤務した。1908年（光緒34年）、直隷総督楊士襄の下で外交事務を担当する。1910年（宣統2年）、直隷交渉使に就任した。
1913年（民国2年）、王克敏はフランスへ外遊して、帰国後に中法実業銀行董事に就任した。1917年（民国6年）7月21日、段祺瑞内閣で中国銀行総裁暫時署理となる。同年12月5日、王士珍臨時内閣で財政部総長に特任され、さらに塩務署督弁も兼務した。しかし、続く段祺瑞内閣最中の1918年（民国7年）2月から3月にかけて、上記各職を辞任した。同年12月の南北政府による和平善後会議では、北京政府側代表の1人となった。1920年（民国9年）以降は、中法実業銀行総裁、天津保商銀行総理などを歴任した。
1922年（民国11年）6月2日、周自斉臨時内閣で王克敏は中国銀行総裁に再任される。翌1923年（民国12年）7月10日、王克敏は高凌霨代理内閣で財政部総長にも再任された。ところが奉天派指導者・張作霖の反発を受け、8月14日には財政部総長辞任に追い込まれた。10月6日、中国銀行総裁からも辞任している。しかし、僅か4日後の10月10日に直隷派の曹錕が総統になると状況は一転する。かねてから曹と交遊があった王は、曹が大総統に在った期間の内閣、すなわち1923年11月12日から翌1924年10月31日において財政部総長として起用された。また、塩務局督弁と幣制局督弁も兼任している。
1924年（民国13年）10月の北京政変（首都革命）により曹錕が拘禁されると、王克敏は財政部総長を辞職し、いったん失脚した。その後、かつての政敵であった張作霖の下でも任用され、1927年（民国16年）2月24日に海関附加税保管委員会委員、翌1928年（民国17年）3月5日に関税自主委員会委員に任命された。

### 国民政府での活動
1928年（民国17年）6月に、中国国民党の北伐軍が張作霖を破ると、王克敏も指名手配されたため、大連に逃げ込んだ。その後、張学良の庇護を受けて、東北辺防軍司令長官公署参議兼財務処処長として任用された。また、張学良の仲介により、1929年（民国18年）11月には指名手配も解除されている。
1932年（民国21年）以降は国難会議会員、東北政務委員会委員、北平政務委員会財務整理委員会副委員長、行政院駐平政務整理員会財務処主任、華北戦区救済委員会常務委員、全国経済委員会委員、天津特別市市長、行政院駐平政務整理委員会委員長代理を歴任し、対日交渉の最前線に立った。1935年（民国24年）12月11日、冀察政務委員会委員に任命され、後に冀察政務委員会経済委員会主席となる。しかし、日本との交渉が不調に終わったことなどが原因で1937年（民国26年）4月2 日に冀察政務委員会各職を辞任し、上海に隠棲した。

### 親日政府での活動
日中戦争が勃発した後の1937年（民国26年）10月、王克敏は北支那方面軍特務部長喜多誠一の仲介で北京に迎え入れられた。そして、王揖唐らとともに、親日政権樹立作業を開始する。同年12月14日、中華民国臨時政府が成立すると、王克敏は行政委員会委員長兼議政委員会常務委員兼行政部総長に就任し、事実上の最高首脳となった。
翌1938年（民国27年）、王克敏は、南京で中華民国維新政府を樹立していた梁鴻志と合流の交渉を開始する。同年9月22日に中華民国政府連合委員会が北京で設立され、これが臨時政府と維新政府の連合機関となった。1939年（民国28年）6月、王克敏は汪兆銘と合流の交渉を開始し、妥結に至っている。
1940年（民国29年）3月30日に南京国民政府（汪兆銘政権）が成立し、王克敏の臨時政府、梁鴻志の維新政府はこれに併合された。南京国民政府の下では、臨時政府の旧統治地域を中心に華北政務委員会が成立し、王克敏が委員長兼常務委員兼内務総署督弁に任命されている。また、汪兆銘政権中央でも、中央政治委員会当然委員に任命された。しかし、王は興亜院華北連絡部部長・森岡皐（喜多誠一の後任）や汪兆銘と対立したため、同年6月6日に早くも華北政務委員会三職と中央政治委員会当然委員から辞任に追い込まれている。
以後しばらく、王克敏は国民政府中央政治委員会延聘委員のみの地位にあった。1942年（民国31年）3月30日、華北政務委員会委員長の王揖唐が諮詢会議を創設すると、王克敏は同会議委員に就任している。
翌1943年（民国32年）7月、華北政務委員会委員長の朱深が死去すると、王克敏が後任として委員長に返り咲いた。中央政治委員会当然委員・延聘委員、最高国防会議委員、全国経済委員会副委員長、物資調査委員会委員長なども歴任している。1945年（民国34年）2月、病身のために、各職から辞任した。

### 最期
日本敗北後の同年12月6日、王克敏は漢奸として、軍事委員会調査統計局（軍統）により北平で逮捕される。曹汝霖によれば、王克敏は監獄に収容されてから自白書への署名を最後まで拒絶したという。その一方で、「政府がもし自分に罪を課すというなら、自分はすべてこれを受ける。華北の事は全部自分がやったもので、外の人とは関係ない。だから、処罰すれば好いのだ。何も言うことはない。これが即ち自白だ」と言い放ち、あとは黙秘したとされる。
収監3日目に王克敏は危篤になったことから仮釈放され、自宅で死去した。これは曹汝霖の回想によるが、獄中での病死とする資料も多数ある。益井康一は、「長年の阿片中毒がたたつて」の病死と見なしている。また、曹は服毒自殺説の流布にも言及しているが、「恐らく事実ではあるまい」と否定している。いずれにしても死亡日は同年12月25日、享年73（満72歳）。

## 人物像
北京政府時代において、王克敏は曹汝霖と親しく交友していたとされる。しかし曹からの人物評価は、広東語が上手で記憶力（特に数字の暗記）が強い一方、賭博好きで財産を浪費した末に貧窮したので臨時政府行政委員会委員長就任を受諾したにすぎない、という旨の辛辣なものとなっている。また、長年のアヘン嗜好により健康状態の不安も大きかった。
1943年7月、朱深死去により華北政務委員会委員長に再登板したが、この時は浪費家と揶揄されがちだった性格が一変し、公私問わず極端な吝嗇漢と化したため、曹汝霖の呆れを買っている。政策的には日本側の意向もあって極端な経済統制強化や経費削減に走ったことから、それに批判的な曹とも衝突し、疎遠になったという。
その一方で曹汝霖は、王克敏の気骨を評価する逸話も紹介している。中華民国臨時政府の中央銀行たる中国聯合準備銀行が創設された後の某日のことである。王克敏が自邸で曹汝霖と閑談していたところに同銀行総裁の汪時璟がやって来て、聯銀券（紙幣）の発行額が2億元に達したことを汪は得意気に報告した。すると王は激怒し、「君は論功行賞でも求めに来たのか、こんな濫発紙幣は、一枚でも発行を少なくすれば、一枚だけ人民の受ける痛苦は少ないのだ」「今何とかして発行準備金を増加する方法を講じている」等と言い放ったため、汪は悄然と立ち去ったという。曹は、王が「この困難な情勢下でもなお人民のことを考えているのをたのもしく思った」という。
また、共に華北政務委員会委員長を務めた王揖唐は、王克敏は事毎に日本側と言い争った割に何も結果を得られなかった、との批判を曹汝霖に漏らしている。しかし曹は、日本側に唯々諾々で無定見な王揖唐の方を問題視し、隔意を抱いていた。
日本敗戦後、華北首脳の中での人物評を戴笠から尋ねられた曹汝霖は、上記の確執があったにもかかわらず、「王克敏が最も硬骨」だったと述べたという。